# Thomas Lynch Jr.
Thomas Lynch Jr. (5. srpna 1746 Jižní Karolína – 1779 Atlantský oceán) byl signatářem Deklarace nezávislosti Spojených států. Jeho otec nemohl deklaraci podepsat pro nemoc. Byl také jedním z Otců zakladatelů Spojených států.

## Životopis

Znak Thomase Lynche Jr.

Narodil se v Hopsewee Plantation ve farnosti Prince George Parish, Winyah, v místě dnešního Georgetownu v Jižní Karolíně jako syn Thomase Lynche a jeho manželky Beverly Allston Lynch. Před narozením Thomase Lynche ml. měli jeho rodiče dvě dcery jménem Sabina a Esther, které se narodily v letech 1747 a 1748. Po smrti první manželky Thomase Lynche staršího v roce 1755 se otec znovu oženil s Annabellou Josephiné Dé'liard. Matka Thomase Lynche Jr. byla dcerou Gilliéma Marshalla Dé'Illiardu z Iberville Parish v Louisianě. Rodina původně emigrovala z Kentu v Anglii a usadila se v Jižní Karolíně. Jeho otec byl významnou osobností v Jižní Karolíně, což přispělo k jeho snadnému přístupu ke vzdělání.

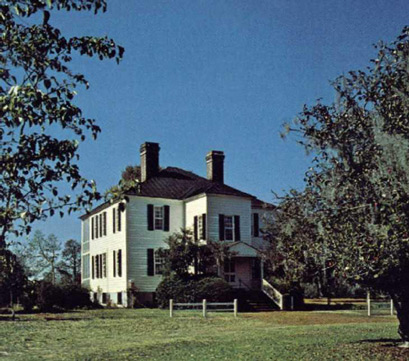
Fotografie Hopseewee Plantation

Thomas se vzdělával nejprve na Indigo Society School v Georgetownu. Pak jej rodiče poslali do Anglie, kde získal vzdělání na Eton College a na Gonville & Caius College v Cambridge. Vystudoval právo a politickou filozofii a získal členství v jedné ze čtyř soudních institucí, v Middle Temple v Londýně (další jsou Inner Temple, Grey's Inn a Lincoln's Inn). Jeho otec obdivoval jeho anglické vzdělání a povzbuzoval jej, aby zůstal ve Velké Británii studovat právo a principy britské ústavy.
V roce 1772, po osmi letech, se vrátil do Jižní Karolíny. I přes nesouhlas otce se Thomas Lynch Jr. rozhodl ukončit výkon právnické praxe.
Už na střední škole se zamiloval do Paige Shubrick, byli oddáni 14. května 1772. Manželé žili na Peach Tree Plantation, v těsné blízkosti jeho domova. Lynch Jr. se těšil z farmaření a zůstal aktivní v politice ve své komunitě.
Jeho otec zemřel na mrtvici. Jeho ovdovělá matka si vzala další vlivnou politickou postavu, guvernéra Jižní Karolíny Williama Moultrie. Thomasova sestra Sabina Hope Lynch se provdala za Jamese Hamiltona; jedním z jejich synů byl James Hamilton ml., který se stal 53. guvernérem státu Jižní Karolína v roce 1830.

## Politická kariéra
Lynch byl zvolen členem Provincial Congress 11. února 1775. Jeho úkolem bylo spolupracovat na vládním plánu a zastupovat na kontinentálním kongresu stát Jižní Karolína. Na kongresu Lynch Jr. spolupracoval s Charlesem Cotesworthem Pinckneym, Johnem Rutledgeem, Charlesem Pinckneyem, Henrym Laurensem, Christopherem Gadsdenem, Rawlinsem Lowndesem, Arthurem Middletonem, Henrym Middletonem, Thomasem Bee, Thomasem Heywardem Jr. Tato skupina vypracovala ústavu Jižní Karolíny. Mnoho lidí proti tomuto dokumentu protestovalo, včetně účastníků kontinentálního kongresu. Dokument zůstal jako dočasná ústava, protože mnozí věřili, že dojde k usmíření s Velkou Británií.
Dne 12. června 1775 se Lynch stal velitelem regimentu 1. pluku Jižní Karolíny. Do funkce ho jmenoval Provincial Congress. Poté, co byl jmenován, shromáždil muže a vedl pochod do Charlestownu v Jižní Karolíně. Uprostřed pochodu onemocněl vysokou horečkou, která mu zabránila pokračovat. Po uzdravení už nedokázal řádně vykonávat svou funkci. Během jeho zotavování dostal zprávu o zhoršujícím se zdraví svého otce. V naději, že dokáže zvládnout nemoc svého otce, požádal Lynch svého velícího důstojníka plukovníka Christophera Gadsdena, zda by mohl odcestovat do Filadelfie. Jeho žádost byla nejprve zamítnuta, ale po obdržení zprávy o jeho zvolení do kontinentálního kongresu mu bylo umožněno za otcem odcestovat.
Dne 23. března 1776 General Assembly of South Carolina (Valné shromáždění Jižní Karolíny) jmenovalo Lynche jako šestého delegáta kontinentálního kongresu. Přestože stále nebyl zcela zdráv, odcestoval do Filadelfie aby podepsal Deklaraci nezávislosti. Thomas Lynch Sr. a Thomas Lynch Jr. byli jediní otec a syn pracující na kontinentálním kongresu. Lynch Jr. podepsal Deklaraci nezávislosti společně s Arthurem Middletonem, Thomasem Heywardem Jr. a Edwardem Rutledgeem. Byl druhý nejmladší delegát na kontinentálním kongresu a pro nemoc svého otce za něho podepsal Deklaraci nezávislosti. Nejmladší signatář, jihokarolinský Edward Rutledge, byl o tři měsíce mladší.
Po podpisu Deklarace nezávislosti se nemocný Thomas Lynch Jr. vydal se svým churavým otcem domů. Na cestě do Jižní Karolíny jeho otec utrpěl druhý záchvat mrtvice a zemřel v Annapolis v Marylandu v prosinci 1776. Thomas Lynch Jr. odcestoval počátkem roku 1777.

## Poslední léta
Thomas Lynch byl sužován nemocí další dva roky, kdy žil s manželkou v Jižní Karolíně. Rozhodli se uposlechnout rady aby změnili podnebí a odcestovali do Evropy, že by to mohlo Thomasovi pomoci k uzdravení. Koncem roku 1799 nedbajíc na možná rizika podnikli odpočinkovou plavbu na lodi k Svatému Eustachu do Západní Indie. O lodi je známo, že zmizela krátce po vyplutí. Bezdětní Elizabeth a Thomas Lynch ml. tak zemřeli na moři v roce 1779. Ve věku 30 let byl nejmladším zemřelým signatářem Deklarace nezávislosti.
Předtím, než Thomas Lynch Jr. zemřel na moři, učinil závěť požadující, aby dědici jeho příbuzných změnili své příjmení na Lynch, aby mohli zdědit jejich rodinný majetek. Jeho sestra Sabina si tedy změnila jméno. Ona a její manžel vlastnili a spravovali majetek, dokud jejich syn nebyl plnoletý. Jejich syn John Bowman Lynch a jeho manželka měli tři syny, ale všichni zemřeli v americké občanské válce.

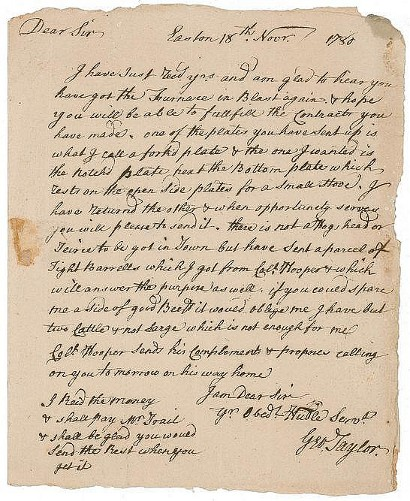
Listina podepsaná „Lynch Jr. and Taylor“ je datovaná v listopadu 1780 a týká se Taylorova obchodu s železářským zbožím. Je to jeden z mála dochovaných podpisů Thomase Lynche.

Dopis podepsaný Lynchem Jr. a Taylorem je datován do listopadu 1780 a týká se obchodu v Taylorově obchodu se železářským průmyslem. Toto je jeden z mála jeho podpisů, které se dochovaly. Po smrti Sabiny panství přešlo na Lynchovu nejmladší sestru Aimeé Constance Dé'Illiard Drayton v souladu s Thomasovou podmínkou aby majetek zůstal v rodině. Podpis Thomase Lyncha Jr. je jedním z nejvzácnějších podpisů signatářů Deklarace nezávislosti právě pro nedostatek jeho originálních podpisů. Jeho účast na Kongresu trvala necelý rok a většinu času měl zdravotní problémy. Dochoval se pouze jediný dopis spolu s několika podpisy na historických dokumentech. Mnoho jeho autogramů bylo ztraceno či zničeno požáry. Dnes Lynchův podpis prodává za 200 000 až 250 000 USD.